# Чжао Юн
Чжао Юн (кит. трад. 趙雍, упр. 赵雍, пиньинь Zhao Yong, почётное имя Чжунму) (1289, Хучжоу, ныне Чжэцзян — около 1360) — китайский придворный художник эпохи династии Юань, знаменитый своими изображениями лошадей. Последователь стиля Дун Юаня и Ли Чэна. Также каллиграф и поэт.
Второй сын супругов-художников Чжао Мэнфу и Гуань Даошен. Призван ко двору в память о своём отце в годы Чжиюань (1335—1340), лично встречен императором Шуньди (последним юаньским императором Тогон-Тэмуром, 1320—1370), даровавшим ему высокий пост. Каждая его работа пользовалась одобрением императора.